# Medalha de Mérito Municipal (Portugal)

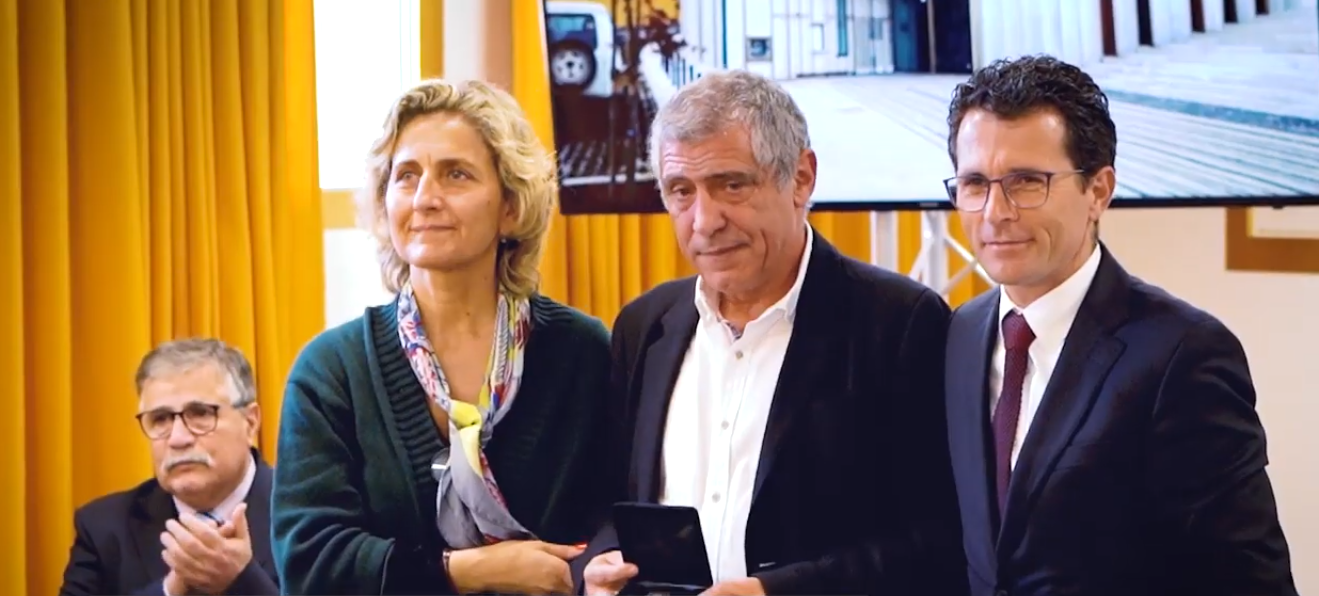
O Selecionador Nacional, Fernando Santos, recebe a Medalha de Mérito Municipal de Óbidos.

A Medalha de Mérito Municipal é uma condecoração civil portuguesa, atribuída pelas Câmaras Municipais, que se destina a homenagear publicamente pessoas singulares ou coletivas, nacionais ou estrangeiras, que se notabilizem pelos seus méritos, feitos ou contributos, bem como os funcionários ou colaboradores da autarquia que se distingam pelo exemplar desempenho das suas funções.

## Graus
As Medalhas de Mérito Municipal têm, habitualmente, os seguintes graus:
- Ouro (MMO);
- Prata (MMP);
- Cobre (MMC).

## Legislação
Os regulamentos das Distinções Honoríficas, Chave de Honra e Toponímia dos municípios portugueses são aprovados localmente, em reuniões de câmara e assembleia municipal. Desta forma, as regras que regulamentam a atribuição das medalhas municipais podem variar, consoante o município.
No entanto, estes regulamentos são elaborados e aprovados ao abrigo do disposto no artigo 241º da Constituição da República Portuguesa, nos termos dos artigos 25º, n.º1, alínea g) e 33º, nº1, alíneas k) da Lei n.º 75/2013, de 12 de setembro.